# Joseph Banga Bane
Joseph Banga Bane, ook Joseph Bangabane (Miala, 19 mei 1957), is een Congolees rooms-katholiek geestelijke en bisschop.
Hij werd in 1983 tot priester gewijd en hij werd in december 1995 benoemd tot bisschop van Buta als opvolger van Jacques Mbali die op rust werd gesteld. In 2014 was er onrust in zijn bisdom nadat hij een priester had geschorst wegens een zware fout. Diens parochianen van Saint Kiwanuka kwamen in opstand en belegerden de residentie van de bisschop die ontzet moest worden door de ordetroepen. Op zijn beurt werd bisschop Banga Bane beschuldigd van achterhouden van gelden.